# Giovanni Pellegrini
Carlo Giovanni Battista Pellegrini (Albese con Cassano, Llombardia, 25 d'octubre de 1866 - Albese con Cassano, 5 de setembre de 1937) va ser un pintor, dibuixant i il·lustrador italià que va treballar essencialment a Suïssa.
Pellegrini va estudiar art a l'Acadèmia de Belles Arts de Brera de Milà i el 1897 va ser nomenat membre honorari de la tercera Biennal de Brera per la seva pintura Livigno. El 1900 va arribar a Ginebra. Pellegrini va viatjar per tot Europa i el 1912, convidat pel baró de Coubertin va prendre part en els Jocs Olímpics d'Estocolm, on va guanyar la medalla d'or en la competició d'art amb la pintura "Esports d'Hivern".